# Station Nessonvaux
Station Nessonvaux is een spoorwegstation langs spoorlijn 37 (Luik – Aken) in Nessonvaux, een deelgemeente van Trooz. Het is nu een stopplaats.

## Treindienst
| Serie       | Treinsoort          | Route | Bijzonderheden                  |
| ----------- | ------------------- | --- | ------------------------------- |
| S 41 RE 29  | S-trein Luik (NMBS) | Luik-Sint-Lambertus – Luik-Guillemins – Angleur – Nessonvaux – Verviers-Centraal – Welkenraedt – Aachen Hbf | euregioAIXpress In België als S |
| P 7450/8450 | Piekuurtrein (NMBS) | Welkenraedt – Verviers-Centraal – Nessonvaux – Luik-Guillemins – Herstal                                    | Rijdt alleen op werkdagen.      |

## Reizigerstellingen
De grafiek en tabel geven het gemiddeld aantal instappende reizigers weer op een week-, zater- en zondag.
| Tabel: aantal instappende reizigers station Nessonvaux | Tabel: aantal instappende reizigers station Nessonvaux | Tabel: aantal instappende reizigers station Nessonvaux | Tabel: aantal instappende reizigers station Nessonvaux |
|                                                        | Weekdag                                                | Zaterdag                                               | Zondag                                                 |
| ------------------------------------------------------ | ------------------------------------------------------ | ------------------------------------------------------ | ------------------------------------------------------ |
| 1977                                                   | 231                                                    | 86                                                     | 85                                                     |
| 1978                                                   | 231                                                    | 82                                                     | 90                                                     |
| 1979                                                   | 227                                                    | 85                                                     | 100                                                    |
| 1980                                                   | 219                                                    | 87                                                     | 85                                                     |
| 1981                                                   | 261                                                    | 116                                                    | 102                                                    |
| 1982                                                   | 266                                                    | 107                                                    | 91                                                     |
| 1983                                                   | 278                                                    | 80                                                     | 87                                                     |
| 1984                                                   | 300                                                    | 76                                                     | 72                                                     |
| 1985                                                   | 353                                                    | 100                                                    | 70                                                     |
| 1986                                                   | 27                                                     | 71                                                     | 72                                                     |
| 1987                                                   | 312                                                    | 93                                                     | 63                                                     |
| 1988                                                   | 347                                                    | 79                                                     | 79                                                     |
| 1989                                                   | 328                                                    | 99                                                     | 94                                                     |
| 1990                                                   | 268                                                    | 78                                                     | 69                                                     |
| 1991                                                   | 318                                                    | 103                                                    | 58                                                     |
| 1992                                                   | 294                                                    | 93                                                     | 70                                                     |
| 1993                                                   | 303                                                    | 95                                                     | 74                                                     |
| 1994                                                   | 325                                                    | 90                                                     | 72                                                     |
| 1995                                                   | 327                                                    | 94                                                     | 65                                                     |
| 1996                                                   | 308                                                    | 88                                                     | 53                                                     |
| 1997                                                   | 283                                                    | 81                                                     | 71                                                     |
| 1998                                                   | 303                                                    | 22                                                     | 50                                                     |
| 1999                                                   | 323                                                    | 110                                                    | 90                                                     |
| 2000                                                   | 302                                                    | 126                                                    | 63                                                     |
| 2001                                                   | 272                                                    | 97                                                     | 50                                                     |
| 2002                                                   | 354                                                    | 100                                                    | 76                                                     |
| 2003                                                   | 308                                                    | 107                                                    | 62                                                     |
| 2004                                                   | 331                                                    | 98                                                     | 68                                                     |
| 2005                                                   | 372                                                    | 89                                                     | 62                                                     |
| 2006                                                   | 364                                                    | 92                                                     | 68                                                     |
| 2007                                                   | 323                                                    | 88                                                     | 85                                                     |
| 2008                                                   | -                                                      | -                                                      | -                                                      |
| 2009                                                   | 337                                                    | 142                                                    | 74                                                     |
| 2010                                                   | -                                                      | -                                                      | -                                                      |
| 2011                                                   | -                                                      | -                                                      | -                                                      |
| 2012                                                   | 313                                                    | 70                                                     | 50                                                     |
| 2013                                                   | 337                                                    | 74                                                     | 34                                                     |
| 2014                                                   | 285                                                    | 78                                                     | 56                                                     |
| 2015                                                   | 293                                                    | 120                                                    | 73                                                     |
| 2016                                                   | 329                                                    | 132                                                    | 90                                                     |
| 2017                                                   | 338                                                    | 110                                                    | 80                                                     |
| 2018                                                   | 213                                                    | 95                                                     | 60                                                     |
| 2019                                                   | 267                                                    | 112                                                    | 81                                                     |
| 2020                                                   | 202                                                    | 131                                                    | 88                                                     |
| 2021                                                   | -                                                      | -                                                      | -                                                      |
| 2022                                                   | 331                                                    | 133                                                    | 176                                                    |
| 2023                                                   | 368                                                    | 152                                                    | 125                                                    |
| 2024                                                   | 323                                                    | 210                                                    | 158                                                    |

0,0: Luik-Guillemins ·
2,6: Angleur ·
4,1: Chênée ·
5,8: Henne-Chèvremont ·
11,0: Chaudfontaine ·
9,5: La Broucke ·
11,0: Trooz ·
13,8: Fraipont ·
15,3: Nessonvaux ·
17,8: Goffontaine ·
18,8: Cornesse ·
20,3: Pepinster ·
23,5: Ensival ·
25,5: Verviers-West ·
Verviers-Central ·
25,4: Verviers-Palais ·
27,1: Verviers-Oost ·
29,5: Nasproué ·
31,7: Dolhain-Gileppe ·
33:0: Dolhain-Vicinal ·
Welkenraedt-Ouest ·
37,7: Welkenraedt ·
39,5: Herbesthal ·
42,4: Astenet ·
45,9: Hergenrath ·
Aachen Hbf